# Christian Salvatore Malchow
Christian Salvatore Malchow (* 1977 in Lübeck)  ist ein deutscher Tenor.

## Leben
Malchow studierte nach seiner Ausbildung zum Groß- und Außenhandelskaufmann an der Musikhochschule seiner Heimatstadt Bühnen- und Konzertgesang bei Franz-Josef Einhaus und Susanne Gülzow sowie privat bei Leandra Overmann und John Treleaven.
Während seines Studiums war er im Opernchor des Lübecker Theaters engagiert. Nach Abschluss seines Studiums, mit der erfolgreich bestandenen Diplomprüfung im Jahr 2006, wechselte er an die Semperoper als Mitglied im 1. Tenor des Staatsopernchores. Im Jahr 2008 ging er auf Anraten des Intendanten der Semperoper Gerd Uecker als Solist an das Mittelsächsische Theater Freiberg. Er sang dort unter anderem den Cavaradossi in Tosca, den Max im Freischütz sowie den Dimitri in Franco Alfanos Oper Risurrezione.
Seit der Spielzeit 2010/2011 war er am Theater für Niedersachsen fest engagiert. Zu seinen wichtigsten Partien zählten hier in Hans-Peter Lehmanns Aida-Inszenierung der Radames, die Partie des Rodolfo in Puccini’s La Bohème und die Titelpartie in Offenbachs Hoffmanns Erzählungen. Als Erik in Der fliegende Holländer debütierte er im Wagner-Fach am Theater für Niedersachsen.
Seit Januar 2014 ist Malchow festes Ensemblemitglied an den Landesbühnen Sachsen. Er singt dort unter anderem Bachhus Ariadne auf Naxos, Max („Der Freischütz“) sowie König Gustav III (Riccardo) in Verdis Maskenball.